# انلاف (اورگن)
انلاف (به انگلیسی: Anlauf) یک منطقهٔ مسکونی در ایالات متحده آمریکا است که در شهرستان داگلاس، اورگن واقع شده است. انلاف ۱۱۸٫۸۷ متر بالاتر از سطح دریا واقع شده است.